# خیرآباد (سرکور، یک)
خیرآباد روستایی در دهستان سرکور بخش مرکزی شهرستان سرباز استان سیستان و بلوچستان ایران است.

## جمعیت
بر پایه سرشماری عمومی نفوس و مسکن در سال ۱۳۹۵ جمعیت این روستا ۲۶ نفر (۷خانوار) بوده‌است.